# Amt Tribsees

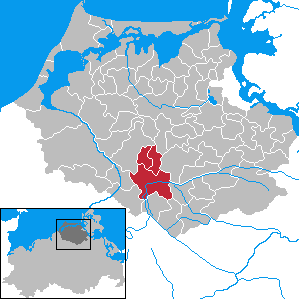
Amt Tribsees im Landkreis Nordvorpommern

Im Amt Tribsees im ehemaligen Landkreis Nordvorpommern in Mecklenburg-Vorpommern, das seit 1992 existierte, waren die Stadt Tribsees (Amtssitz) und die drei Gemeinden Drechow, Hugoldsdorf und Siemersdorf zur Erledigung ihrer Verwaltungsgeschäfte zusammengeschlossen.
Siemersdorf wurde am 13. Juni 2004 nach Tribsees eingemeindet. Das Amt Tribsees wurde am 15. Februar 2004 aufgelöst. Zusammen mit den ebenfalls aufgelösten Ämtern Bad Sülze und Trebeltal wurde das neue Amt Recknitz-Trebeltal mit Sitz in der Stadt Tribsees gebildet.